# Airport Rail Link (Bangkok)
L'Airport Rail Link (en thaï : รถไฟฟ้าเชื่อมท่าอากาศยานสุวรรณภูมิ) est une ligne de train suburbain reliant le centre de Bangkok à l'aéroport international Suvarnabhumi. La ligne dessert notamment Makassan, dans le quartier de Ratchathewi, ainsi que Phaya Thai, son terminus actuel.
La ligne, longue de 28,6 kilomètres, a été mise en service le 23 août 2010. Elle est propriété des Chemins de fer d'État de Thaïlande (en), et est opérée depuis 2021 par l'entreprise Asia Era One Co. Ltd.
D'autres lignes sont en correspondance avec l'Airport Rail Link, notamment la Sukhumvit Line, et les lignes bleue et jaune du MRT.

## Infrastructure

### Ligne
La ligne est longue de 28.6 km et est aérienne sur sa grande majorité, a l'exception de l'aéroport et ses environs.
Contrairement à la majorité des chemins de fer en Thaïlande, la voie est une voie a écartement standard. 
Les stations peuvent accueillir des trains composés de 10 voitures.
Jusqu'en 2014, il existait un service express permettant de relier la gare de Makkasan à l'aéroport Suvarnabhumi sans arrêt. Ce service a par la suite été rajouté à la gare de Phaya Thai. Cependant, en raison du manque de matériel roulant et du peu de passagers utilisant le service, la ligne express a été interrompue.
La ligne dispose de quais séparés pour la ligne express, aux stations Suvarnabhumi et Makkasan.

### Stations
| Code station | Nom en anglais | Nom en thai | Correspondances                             | Correspondances                                                                            | Localisation | Localisation |
| ------------ | -------------- | ----------- | ------------------------------------------- | ------------------------------------------------------------------------------------------ | ------------ | ------------ |
| A1           | Suvarnabhumi   | สุวรรณภูมิ     |                                             | Station située au sous-sol de l'aéroport Suvarnabhumi                                      | Samut Prakan | Bang Phli    |
| A2           | Lat Krabang    | ลาดกระบัง    | Ligne Est                                   |                                                                                            | Bangkok      | Lat Krabang  |
| A3           | Ban Thap Chang | บ้านทับช้าง    | Ligne Est                                   |                                                                                            | Bangkok      | Prawet       |
| A4           | Hua Mak        | หัวหมาก      | Ligne jaune Ligne Est                       |                                                                                            | Bangkok      | Suan Luang   |
| A5           | Ramkhamhaeng   | รามคำแหง    | Ligne Est                                   |                                                                                            | Bangkok      | Suan Luang   |
| A6           | Makkasan       | มักกะสัน      | Ligne bleue - station Phetchaburi Ligne Est | Cette station disposait jusqu'a la fermeture de la ligne express d'un service de check-in. | Bangkok      | Ratchathewi  |
| A7           | Ratchaprarop   | ราชปรารภ    | Ligne Est                                   |                                                                                            | Bangkok      | Ratchathewi  |
| A8           | Phaya Thai     | พญาไท       | Ligne Sukhumvit                             |                                                                                            | Bangkok      | Ratchathewi  |

## Exploitation
La ligne utilise actuellement neuf Siemens Desiro basés sur le modèle British Rail Class 360/2. En comparaison avec les modèles britanniques, les trains de l'Airport Rail Link different quelque peu : ils disposent d'un système de climatisation plus puissant, adapté au climat tropical de Bangkok. Cinq trains de trois voitures, reconnaissables à leur livrée bleue, sont destinés au service "City". ils disposent de banquettes longitudinales permettant d'améliorer la capacité. Quatre trains de quatre voitures, reconnaissables à leur livrée rouge, sont à l'origine destinés au service express. Trois voitures sont aménagées pour le service passagers, avec une disposition de sièges transversale et un WC par train. Une voiture est aménagée pour le transport de bagages. À la suite de l'arrêt des services express, ces trains rejoignent le service "City". À partir de fin 2016, les trains sont réaménagés avec des sièges longitudinaux.

Rames en circulation
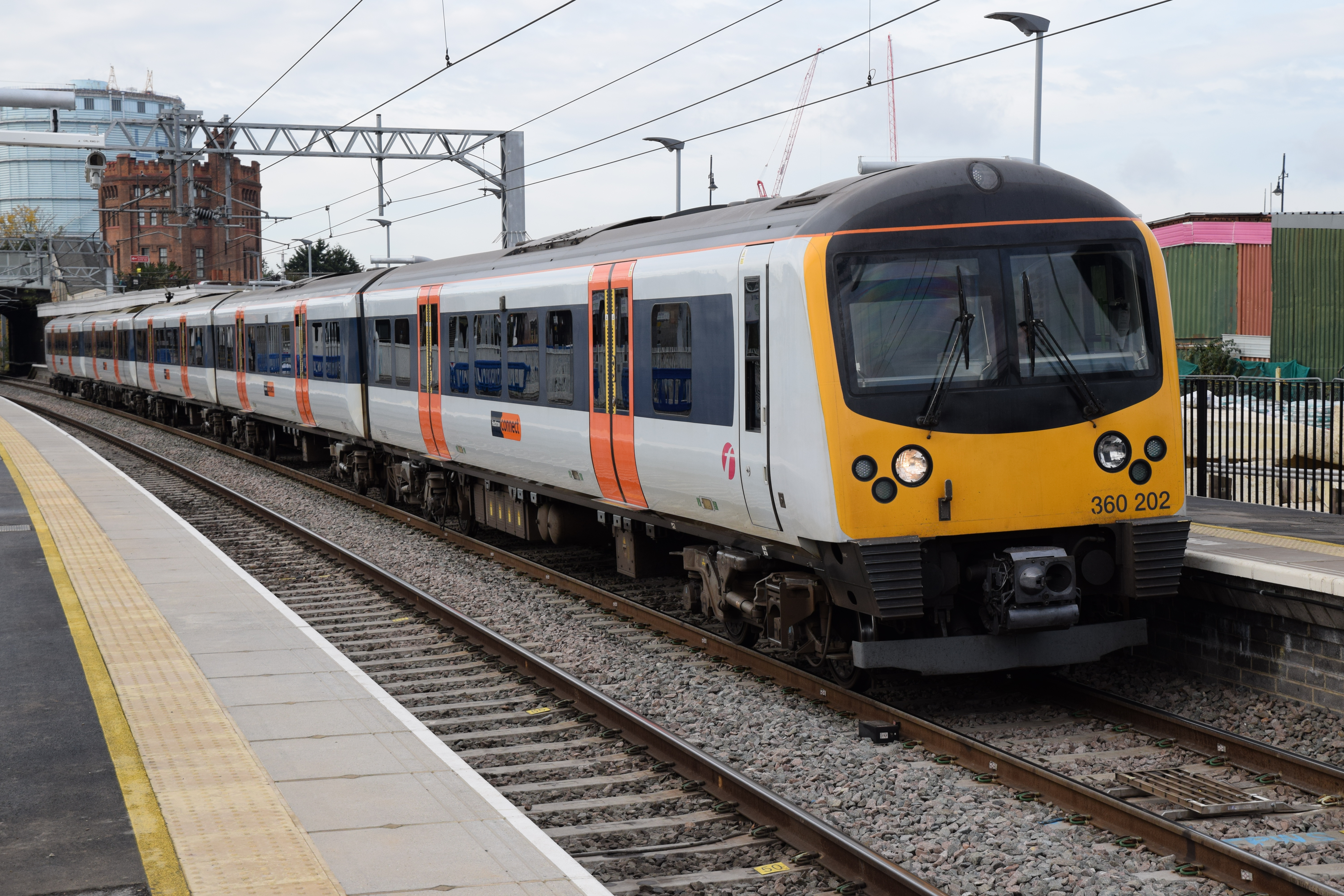
Les trains sont basés sur le modèle Class 360/2 britannique
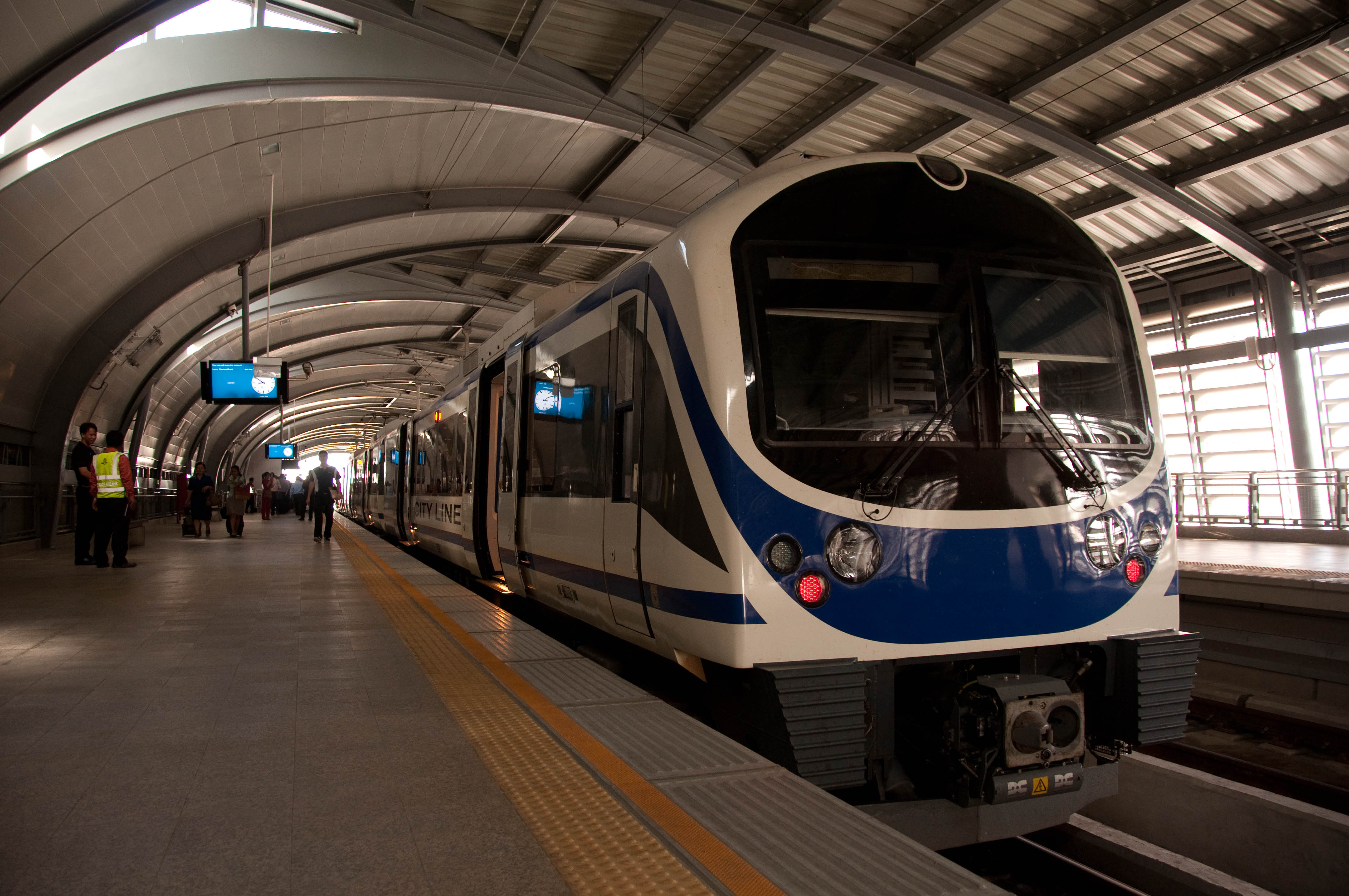
Rame de la City Line
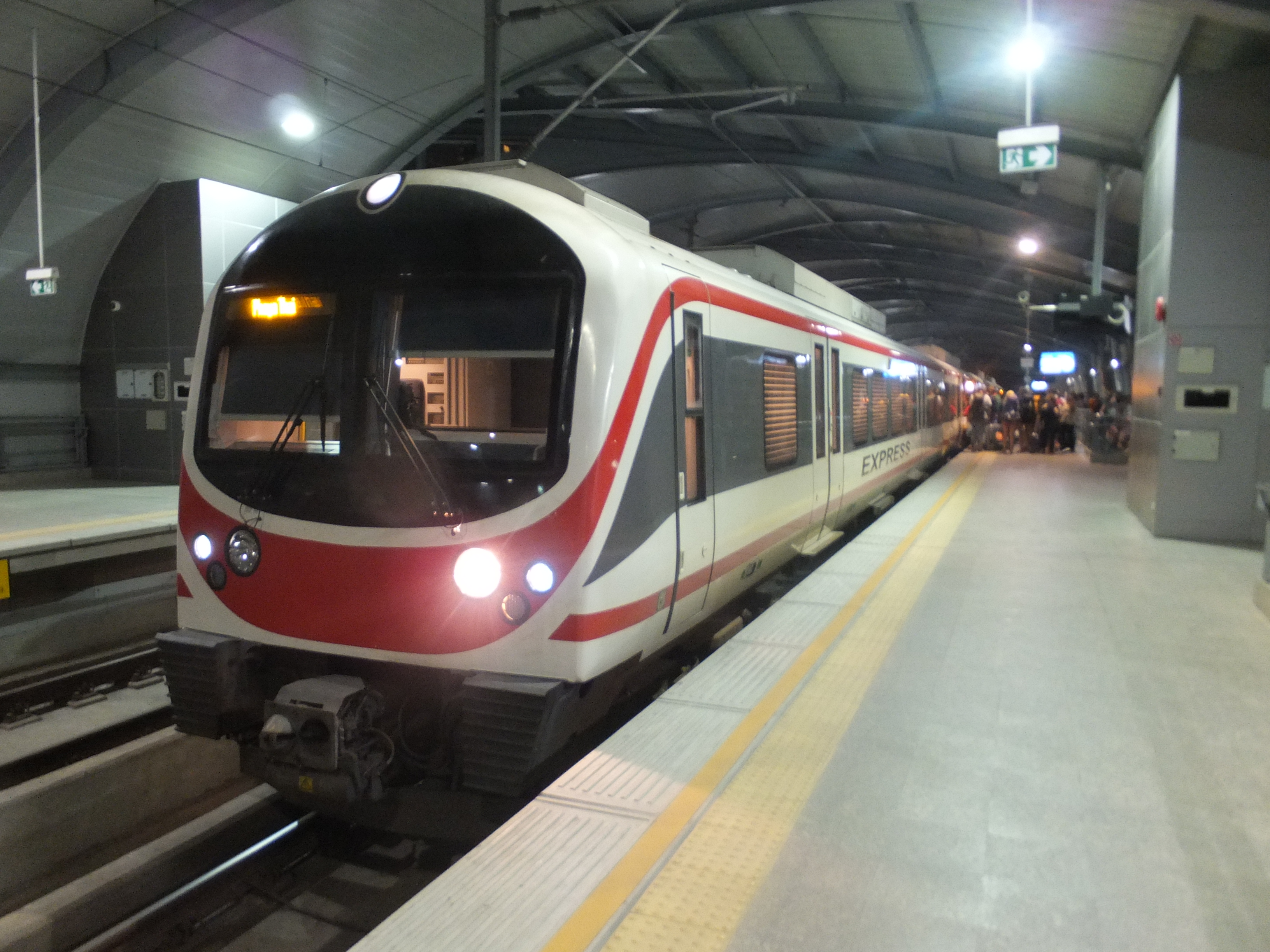
Rame de l'Express Line, actuellement en service sur la City Line

## Projets
Dans le cadre d'un projet de ligne à grande vitesse liant les aéroports de U-Tapao, a proximité de Pattaya, Suvarnabhumi, et Don Mueang, la ligne existante serait alors étendue de Phaya Thai à Don Mueang, en passant par la gare centrale de Bangkok, Krung Thep Aphiwat.
L'extension, et plus globalement la ligne à grande vitesse, devraient être opérationnels en 2029.
Dans le cadre de ce projet, un appel d'offres pour la construction et l'exploitation de la ligne est remporté par Asia Era One, un consortium dirigé par le groupe CP. L'exploitation de l'Airport Rail Link, jusque là géré par SRT Electrified Train Co. Ltd, une filiale de la State Railway of Thailand, est donc confié à cette nouvelle entreprise fin 2021.
La ligne existante, City Line, est alors renommée "AERA1 City",, et les stations font l'objet de quelques rénovations.